# Frank Raberg
Frank Raberg (né en 1964 à Ibbenbüren) est un historien et politologue allemand.

## Biographie
Raberg étudie à l'Université de Stuttgart. Ses recherches portent sur l'histoire de l'État et la géographie politique du Wurtemberg. Outre de nombreux essais d'histoire régionale et biographiques, il rédige un ouvrage de référence biographique complet sur les membres des États de Wurtemberg (de) et du Parlement de l'État populaire libre de Wurtemberg (de) (2001) ainsi que sur des personnalités de l'histoire d'Ulm des XIXe et XXe siècles (2010). Un travail biographique similaire sur la Haute-Souabe est en préparation. Il édite plusieurs volumes de l'édition des protocoles de cabinet de l'état de Wurtemberg-Hohenzollern. De 1997 à 2003, l'auteur est collaborateur de projet pour la Commission d'études historiques régionales du Bade-Wurtemberg (de) et parfois indépendant à la maison d'édition du journal officiel du Bade-Wurtemberg.
Raberg vit à Neresheim.

## Travaux
Monographies :
- Biographisches Handbuch der württembergischen Landtagsabgeordneten 1815–1933. (= Veröffentlichungen der Kommission für Geschichtliche Landeskunde in Baden-Württemberg). Kohlhammer, Stuttgart 2001  (ISBN 3-17-016604-2)
- Eugen Bolz. Zwischen Pflicht und Widerstand. DRW, Leinfelden-Echterdingen 2009  (ISBN 978-3-87181-716-8).
- Biografisches Lexikon für Ulm und Neu-Ulm. Hrsg. von den Stadtarchiven Ulm und Neu-Ulm. Süddeutsche Verlagsgesellschaft Ulm im Jan Thorbecke Verlag, Ostfildern 2010  (ISBN 978-3-7995-8040-3) (enthält etwa 1.000 biografische Artikel und 1.750 Skizzen zu Personen, die von 1802 bis 2009 verstorben sind)

En tant qu'éditeur :
- Die Protokolle der Regierung von Württemberg-Hohenzollern.
  - Bd. 1: Das Erste und Zweite Staatssekretariat Schmid 1945–1947. Kohlhammer, Stuttgart 2004  (ISBN 3-17-018278-1).
  - Bd. 2. Das Kabinett Bock 1947–1948. Kohlhammer, Stuttgart 2008  (ISBN 978-3-17-019758-9)
  - Bd. 3: Die geschäftsführende Regierung Müller 1948–1949. Mit einer Einleitung von Klaus-Jürgen Matz. Kohlhammer, Stuttgart 2013  (ISBN 978-3-17-022575-6).
- Gouverneursbesprechungen. Die deutschen Protokolle der Besprechungen zwischen Vertretern der Regierung von Württemberg-Hohenzollern und der französischen Militärregierung in Tübingen 1945–1952. (= Documenta Suevica; Bd. 13). Hrsg. von Edwin Ernst Weber. Edition Isele, Konstanz und Eggingen 2007  (ISBN 978-3-86142-402-4).

Documents universitaires :
- Die Großmachtpolitik Kaiser Karls VI. unter besonderer Berücksichtigung des Mittelmeerraumes. Magisterarbeit, Universität Stuttgart 1988

Essais (sélection):
- Emilie Hiller. Sozialdemokratische Politikerin, 1871–1943. In: Lebensbilder aus Baden-Wuerttemberg. Band 21. Kohlhammer, Stuttgart 1995  (ISBN 3-17-018980-8), S. 436–456
- Vom Härtsfeld in die „große Politik“. Karl von Hohl (de) (1825–1899). Ein konservativer Katholik als Parlamentarier im Königreich Württemberg. In: Aalener Jahrbuch 1996, S. 95–132
- Vom Bauernhof ins Ministerium. Friedrich Herrmann (de) (1892–1954). Annäherungen an einen „vergessenen“ Politiker. In: Württembergisch-Franken, 80. Jg. 1996, S. 223–295
- „Vielleicht wird ein Höherer unsere Arbeit segnen“. Josef Beyerle (de) und die politische Neuordnung in Württemberg 1945. In: Zeitschrift für württembergische Landesgeschichte. 55. Jg. 1996, S. 313–361
- Franz Wiedemeier (de) (1890–1970). Ein christlicher Demokrat in der Landes- und Parteipolitik des deutschen Südwestens. In: Ulm und Oberschwaben. 50. Jg. 1996, S. 243–306
- Franz Gog (de). Ein „hohenzollerischer“ Parlamentarier zwischen Bebenhausen und Stuttgart 1946-1953. Ein Beitrag zu seiner Biographie. In: Zeitschrift für hohenzollerische Geschichte. 32. Jg. 1996, S. 229–300
- Gottlob Dill (de) (1885–1968). In: Rainer Lächele, Jörg Thierfelder (Hrsg.): Wir konnten uns nicht entziehen. 30 Porträts zu Kirche und Nationalsozialismus in Württemberg. Quell-Verlag, Stuttgart 1998  (ISBN 3-7918-3187-9), S. 189–205
- Das Ende des Württembergischen Landtags 1933. In: Zeitschrift für württembergische Landesgeschichte. 58. Jg. 1999, S. 273–292
- Staatssekretär Hermann Gögler (de) 1945 bis 1948. Ein Beamter als Politiker im Staatsministerium Württemberg-Baden und auf US-zonaler Ebene. In: Zeitschrift für württembergische Landesgeschichte, 56. Jg. 1997, S. 375–433
- Wirtschaftspolitiker zwischen Selbstüberschätzung und Resignation. Oswald Lehnich, württembergischer Wirtschaftsminister, In: Michael Kißener, Joachim Scholtyseck (Hrsg.): Die Führer der Provinz. UVK, Konstanz 1997  (ISBN 3-87940-566-2), S. 333–359
- Das Aushängeschild der Hitler-Regierung: Konstantin Freiherr von Neurath, Außenminister des Deutschen Reiches (1932–1938). In: Michael Kißener, Joachim Scholtyseck (Hrsg.): Die Führer der Provinz. UVK, Konstanz 1997  (ISBN 3-87940-566-2), S. 503–538
- Die Esslinger Landtagsabgeordneten in den Ständeversammlungen und in der Kammer der Abgeordneten des Königreichs Württemberg sowie in den Landtagen des Freien Volksstaates Württemberg. Ein biographisch-politischer Überblick. In: Esslinger Studien. Bd. 39 (2000), S. 143–223
- Zur politischen Biographie Dieter Rosers (de) (1911–1975). Teil I. In: Esslinger Studien. Bd. 45 (2006), S. 183–242
- Für „die wohlerworbenen Rechte des Adels“. Die Vertretung der Ritterschaft des Donaukreises im Württembergischen Landtag. In: Adel im Wandel. Oberschwaben von der Frühen Neuzeit bis zur Gegenwart. Band 2. Thorbecke, Stuttgart 2006, S. 605–618
- Ulm. Untergang und Neuanfang in doppelter Randlage. In: Die Zeit nach dem Krieg. Städte im Wiederaufbau. Landeszentrale für politische Bildung, Stuttgart 2008 bzw. Kohlhammer, Stuttgart 2008  (ISBN 978-3-17-019724-4), S. 399–415
- Konrad Dietrich Hassler und das Ulmer Münster. Württembergs erster Landeskonservator rettete als „Reisender für das größte Haus Deutschlands“ das Wahrzeichen der Donaustadt. In: Denkmalpflege in Baden-Württemberg, 38. Jg. 2009, Heft 2, S. 59–67 (PDF)
- Karl Konrad von Gutbrod (de), Präsident des Reichsgerichts in Leipzig, 1844–1905. In: Lebensbilder aus Baden-Württemberg. Band 23, Kohlhammer, Stuttgart 2010, S. 216 ff.
- zahlreiche Artikel in den Baden-Württembergischen Biographien (online bei LEO-BW)
- mehrere Artikel in der Neuen Deutschen Biographie